# Dasycondylus
Dasycondylus é um género botânico pertencente à família Asteraceae.